# ناني هيلين بوروغس
كانت ناني هيلين بوروغس (2 مايو 1879 – 20 مايو 1961) معلمة أمريكية أفريقية وخطيبة وزعيمة دينية وناشطة في الحقوق المدنية ونسوية وسيدة أعمال في الولايات المتحدة. أكسبها خطابها «كيف تعاق الأخوات عن المساعدة» في جمعية المعمدان الوطنية في عام 1900 في فيرجينيا شهرة واعترافًا فوريين. في عام 1909 أسست المدرسة الوطنية لتدريب النساء والبنات في واشنطن دي سي. كان هدف بوروغس التقاطع بين العرق والجنس. ناضلت من أجل كل من حقوق متساوية للأعراق وكذلك فرص أوسع للنساء تتجاوز الواجبات البسيطة في الأعمال المنزلية. واصلت عملها هناك حتى وفاتها في عام 1961. في عام 1964، أعيدت تسمية مدرسة تكريمًا لها إلى مدرسة ناني هيلين بوروغس وبدأت بالعمل كمدرسة ابتدائية مختلطة. مع بنائها في عامي 1927-1928، امتلكت قاعة الحرف الخاصة بها تصميم معلم تاريخي وطني.

## النشأة والتعليم
وُلدت ناني إتش. بوروغس في 2 مايو 1879 في أورانج، فيرجينيا. تُعد أكبر بنات جون وجيني بوروغس. في الوقت الذي بلغت فيه عامها الخامس تقريبًا توفيت أصغر شقيقات ناني في الرحم وتوفي والدها، الذي كان مزارعًا وواعظًا عمدانيًا، بعد سنوات قليلة. كان كل من جون وجيني بوروغس عبدين في السابق. امتلك والدا ناني مهارات وقدرات أتاحت لهما البدء بالازدهار مع نهاية الحرب وتحريرهما. كان جد ناني يعرف بليجا النجار، خلال عهد العبودية، الذي كان قادرًا على شراء طريقه إلى الحرية.
بحلول عام 1883، انتقلت بوروغس ووالدتها إلى واشنطن دي سي وبقيتا برفقة كورديليا ميرسير، خالة ناني بوروغس وشقيقة جيني بوروغس الأكبر. توافرت في واشنطن العاصمة فرص أفضل للتوظيف والتعليم. التحقت بوروغس بثانوية إم ستريت. كانت الثانوية المكان الذي نظمت فيه جماعة هاريت بيتشر ستو الأدبية، ودرست الحِرف والتدبير المنزلي. التقت هناك مثليها الأعلى آنا جاي. كوبر وماري تشرتش تيريل، التي كانت ناشطةً في حركة حق الاقتراع والحقوق المدنية.
عند تخرجها في ثانوية إم ستريت مع درجات شرف في عام 1896، سعت بوروغس وراء عمل كمدرسة علوم محلية في المدارس العامة لمقاطعة كولومبيا، إلا أنها لم تتمكن من إيجاد وظيفة. بالرغم من عدم توثيق إخبارها بذلك علنًا، رُفضت بوروغس للوظيفة مع إشارة إلى أن بشرتها كانت داكنةً أكثر من اللازم، إذ كانوا يفضلون أساتذةً سود ببشرة فاتحة. أعاقها لون بشرتها ومكانتها الاجتماعية عن تعيينها فيما كانت قد اختيرت له. قالت بوروغس إن «تَحدَّد المسار ينبغي هزيمة وتجاهل كليهما حتى الموت». فتحت هذه الحماسة باب المهنة للنساء السوداوات صاحبات الدخل والمكانة الاجتماعية المنخفضين. كان هذا ما أدى ببوروغس إلى إنشاء مدرسة تدريب للنساء والبنات.

## المسيرة المهنية

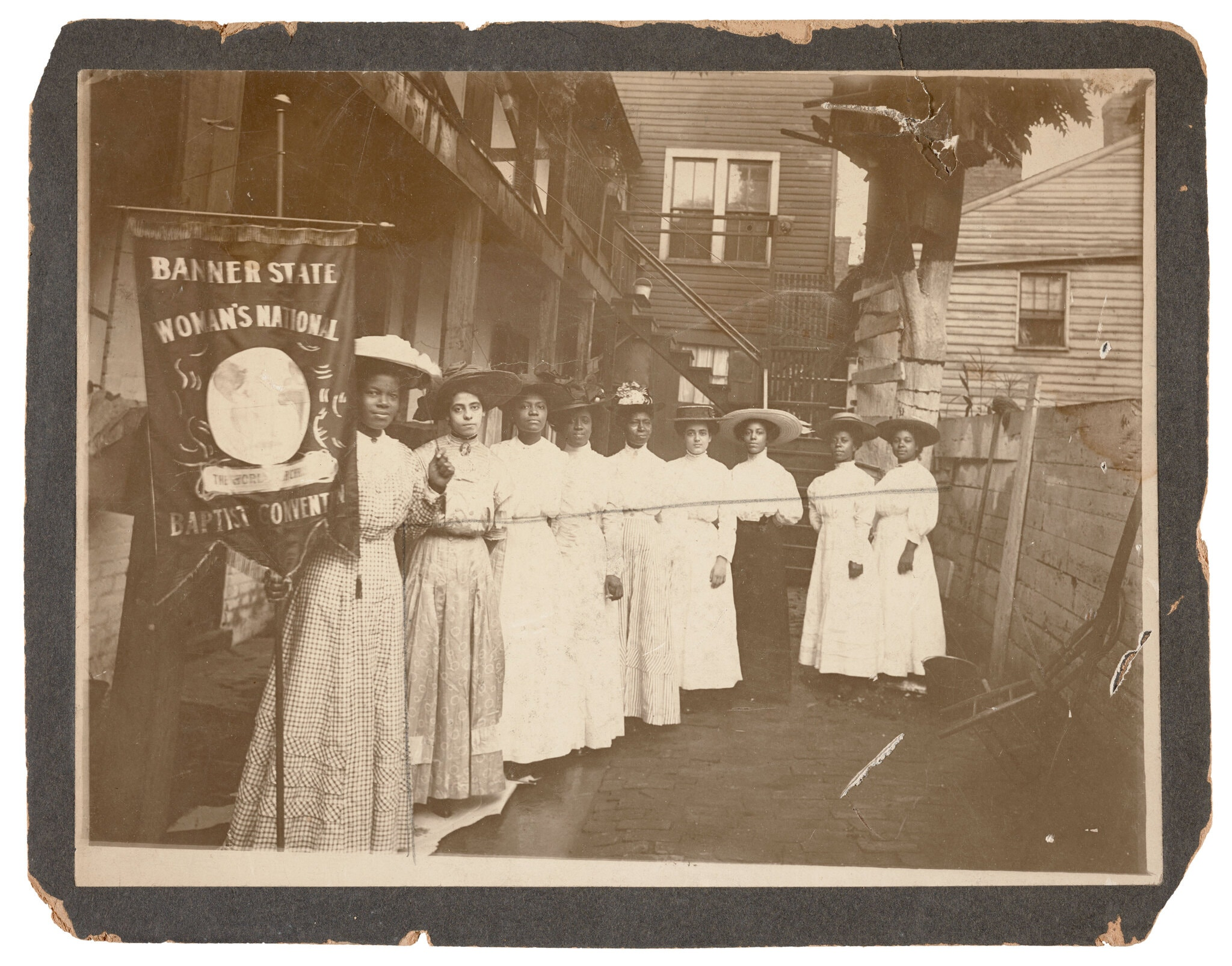
ناني هيلين بوروغس، معلمة وخطيبة وزعيمة دينية وسيدات أعمال أمريكيات من أصل أفريقي يحملن راية المؤتمر الوطني المعمداني للمرأة.

منذ عام 1898 حتى عام 1909 وُظفت بوروغس في لويفيل، كنتاكي، سكرتيرة تحرير وعاملة مكتبة لمكتب المهمات الخارجية لجمعية المعمدان الوطنية. تشكل نادي النساء الصناعي خلال فترتها في لويسفيل. افتتحوا هناك دورات إدارة وعلوم محلية. كانت ناني بوروغس إحدى مؤسسات جمعية النساء، إذ قدمت مساعدة إضافية لجمعية المعمدان الوطنية وخدمت فيها منذ عام 1900 حتى عام 1947: أي ما يقارب نصف قرن. كانت رئيسةً لجمعية النساء لـ 13 عامًا. امتلكت هذه الجمعية الاجتماع الأضخم للأمريكيين الأفارقة الذي شوهدوا في أي وقت، وكانت المساعدة من هذه الجمعية بالغة الأهمية لجماعات السود الدينية، وذلك بفضل الرابطة الوطنية للنساء الملونات التي تشكلت في عام 1896 والتي كانت أضخم الرابطات الثلاث وتضم أكثر من مئة نادي نساء محلي. نظرًا إلى مشاركتها في الرابطة الوطنية للنساء الملونات، تأسست الرابطة الوطنية للعمال بالأجر للفت انتباه الجمهور إلى مأزق النساء الأمريكيات الأفريقيات. كانت بوروغس رئيسة، مع نساء أخريات ذائعات الصيت في النادي مثل نائبة الرئيس ماري مكليود بيثون وأمينة الخزانة ماغي لينا ووكر.